# HD Radio

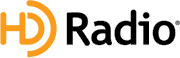
HD Radio logo

HD Radio (Hybrid Digital Radio) este o tehnologie de radio digital care permite stațiilor radio FM și AM de a difuza semnale audio și de date prin intermediul unui semnal digital în combinație cu transmisia analog. Pentru recepționare este necesar un aparat radio compatibil pentru a primi semnale digitale. Radioul digital se vrea a fi cea mai spectaculoasă îmbunătățire de la introducerea radioului în bandă FM acum 50 de ani.
HD Radio este un standard al companiei iBiquity Digital Corporation dezvoltat în 2002 și reprezintă denumirea comercială a standardului IBOC (in-band on-channel). 
Tehnologia HD Radio este folosită în prezent de peste 2.000 de posturi de radio din S.U.A., fiind în curs de implementare și în țări din Europa.
În România posturile Kiss FM, Magic FM, Rock FM și One FM, transmit prin sistemul de emisie digitală terestră HD Radio, pe frecvența 100,6 Mhz.

## Avantaje
Transmisia digitală HD Radio prezintă unele avantaje, cum ar fi: 
- emite în aceeași bandă, pe același canal alocat operatorului de radiodifuziune
- posibilitatea de transmitere de până la 4 canale digitale
- calitatea sunetului este clară, fără bruiaje sau pierderi de semnal
- transmiterea de informatii de tip text pe ecranele receptoarelor.

## Vezi și
- Digital Audio Broadcasting
- Digital Radio Mondiale

## Legături externe
- http://www.hd-radio.ro
- Premieră în România: Kiss FM, Magic FM, Rock FM și One FM s-au lansat în sistem HD
- Primul post de radio din România cu transmisie exclusiv digitală a fost lansat la București[nefuncțională]
- https://www.ibiquity.com/ Arhivat în 21 aprilie 2015, la Wayback Machine.